# San Paolo Cervo
San Paolo Cervo är en ort och frazione i kommunen Campiglia Cervo i provinsen Biella i regionen Piemonte i Italien. 
San Paolo Cervo upphörde som kommun den 1 januari 2016 och bildade med den tidigare kommunen Quittengo den nya kommunen Campiglia Cervo. Den tidigare kommunen hade 136 invånare (2015).